# Кресвик, Натаниэль
Сэр Натаниэль Кресвик (31 июля 1831 — октябрь 1917) — футболист, сооснователь футбольного клуба «Шеффилд», старейшего в мире. Он основал клуб совместно с Уильямом Престом в 1857 году. Вместе они разработали правила игры, получившие название «Шеффилдские правила», лёгшие в основу современных футбольных правил. Также он является основателем Холламширского батальона — добровольческого батальона, входящего в состав полка Йорка и Ланкастера.

## Биография
Натаниэль родился в Шеффилде, Англия, в семье Натаниэля и Элизабет Кресвик. Его отец владел производством по нанесению серебряных покрытий. Натаниэль-младший получил образование в Шеффилдской коллегиальной школе и стал торговым агентом фирмы, занимающейся нанесением покрытий из серебра. Также он стал членом нескольких местных спортивных клубов, таких как «Кларкхаус Роад Фенсинг Клуб» (англ. Clarkhouse Road Fencing Club) и «Шеффилдский крикетный клуб». 
Будучи членом «Шеффилдского крикетного клуба», он и ещё несколько игроков клуба с 1855 года начали организовывать неофициальные футбольные матчи. 
Он и Уильям Прест решили создать независимый футбольный клуб. Что и было сделано 24 октября 1857 года; Кресвик стал Почётным секретарём и казначеем клуба. Футбольный клуб Шеффилд официально признан ФИФА самым старым футбольным клубом мира.
Также они создали свод правил, которые позже были использованы другими местными клубами, а затем и множеством клубов на севере Англии. Этот список правил лёг в основу современных футбольных правил, и называется «Шеффилдскими правилами».
В 1858 году Кресвик и Прест стали одними из основателей добровольческого батальона «Второй стрелковый батальон Западного Йоркшира», больше известного как «Холламширские стрелки». Натаниэль находился в рядах батальона до 1897 года, и дослужился до полковника. За службу в рядах добровольческого движения он был посвящён в рыцари Ордена Бани, в ходе «Награждения ко дню рождения 1909».